# Discocalyx palauensis
Discocalyx palauensis är en viveväxtart som beskrevs av Hosokawa. Discocalyx palauensis ingår i släktet Discocalyx och familjen viveväxter. Inga underarter finns listade i Catalogue of Life.